# سيسيل أردن
سيسيل أردن (بالإنجليزية: Cecil Arden)‏ هي مغنية أوبرا ومغنية أمريكية، ولدت في 15 ديسمبر 1894 في نيويورك في الولايات المتحدة، وتوفيت في 4 سبتمبر 1989 في سياتل في الولايات المتحدة.